# Thierry Robin (auteur)
Pour les articles homonymes, voir Robin et Thierry Robin.
Thierry Robin est un scénariste, dessinateur et coloriste de bande dessinée né le 30 septembre 1958 à Damery dans la Marne.

## Biographie
Thierry Robin intègre dès 16 ans l'école des beaux-arts de Reims, où il se spécialise dans le dessin animé. 
Il réalise quelques travaux pour des revues comme Triolo ou Mikado, ou des illustrations pour la publicité. Ses travaux pour La Poste donneront d'ailleurs naissance au Petit Père Noël, en collaboration avec Lewis Trondheim, qui partage son atelier. Il fonde en 1995 l'Atelier Entropie avec Stéphane Servain, Pierre-Yves Gabrion et Bertrand Antigny.
Il tire son inspiration de ses nombreux voyages (en Chine, au Japon, en Inde, à Bruxelles…), mais aussi du cinéma muet allemand (en particulier Fritz Lang, auquel il rendra hommage dans le tome 4 de Koblenz ), ou de l'Art nouveau belge, qu'il trouve beaucoup plus riche plus diversifié et plus fin. C'est d'ailleurs son séjour de deux ans à Bruxelles qui sera le déclencheur de la série Koblenz.
Son travail est une plongée dans les tréfonds de l'âme humaine et une confrontation permanente entre réalité et illusion. C'est un touche-à-tout qui part à l'aventure sur des sujets qu'il ne maîtrise qu'après un long travail de documentation. Quand il s'intéresse à un pays, il s'intéresse à son histoire mais aussi à ses traditions et à sa mythologie.

## Publications
- Crève, le Malin , Rackham - scénario et dessins Thierry Robin
- Koblenz, Delcourt, collection Conquistador) - scénario et dessins Thierry Robin ; couleurs Isabelle Buschaert, Thierry Robin
- Petit Père Noël, Dupuis - scénario Lewis Trondheim ; dessins Thierry Robin ; couleurs Corinne Bertrand, Véronique Bertrand, Isabelle Busschaert, Véronique Legros
- Rouge de Chine, Delcourt, collection Conquistador - scénario, dessins et couleurs Thierry Robin
- La Teigne, Les Humanoïdes Associés, collection Tohu Bohu - scénario et dessins Thierry Robin
- Sex crimes, Fluide glacial - scénario Jean-Michel Thiriet ; dessins Thierry Robin
- Zappa & Tika, Dupuis - scénario et dessins Thierry Robin ; couleurs Lorien
- La Mort de Staline, Dargaud - scénario Fabien Nury ; dessins Thierry Robin ; couleurs Lorien Aureyre et Thierry Robin

t.1 : Agonie
t.2 : Funérailles
- Mort au tsar, Dargaud - scénario Fabien Nury ; dessins Thierry Robin ; couleurs Claire Champion
  - Les deux albums sont réédités entrelacés dans Moscou Année Zéro ou Mort au tsar réinventé
- Pierre rouge plume noire - Une histoire de Hai Long Tun
- Les Futurs de Liu Cixin - L'attraction de la foudre, Delcourt - scénario Thierry Robin; dessins Thierry Robin; couleur Cyril Saint-Blancat

## Distinctions
- 2011 : Prix Historia de la bande dessinée historique pour La Mort de Staline, t.1 : Agonie (avec Fabien Nury)[4]
- 2012 : 
  -  Prix Saint-Michel du meilleur album francophone pour La Mort de Staline, t. 2 : Funérailles (avec Fabien Nury)
  - Prix Château de Cheverny de la bande dessinée historique pour La Mort de Staline t. 2: Funérailles